# Monroe County (New York)
Monroe County ist ein County im Bundesstaat New York der Vereinigten Staaten. Bei der Volkszählung im Jahr 2020 hatte Monroe County 759.443 Einwohner und eine Bevölkerungsdichte von 446 Einwohnern pro Quadratkilometer. Der Verwaltungssitz (County Seat) ist Rochester.

## Geographie
Monroe County liegt am Südufer des Ontariosees, durch den die Grenze nach Kanada verläuft. Seine Landschaft ist als eiszeitliche Grundmoräne und ehemaliger Boden eines nacheiszeitlichen Schmelzwassersees, des Lake Tonawanda, fruchtbar, vorwiegend flach bis wellig, mit maximalen Erhebungen von etwa 200 m.ü.NN. Das County fällt von einer mittleren Höhe von etwa 120 Metern über dem Meeresspiegel an der Südgrenze auf die Seehöhe von ca. 75 Metern ab. Größter Wasserlauf ist der Genesee River, der das County von Süd nach Nord durchfließt und bei Rochester in den Ontariosee mündet. Das County hat eine Fläche von 3.539,8 Quadratkilometern, wovon 1.837,7 Quadratkilometer Wasserfläche, meistenteils Anteile des Ontariosees, sind.

### Umliegende Gebiete
| Ontariosee     | Ontariosee        | Ontariosee     |
| Orleans County |                   | Wayne County   |
| Genesee County | Livingston County | Ontario County |

## Geschichte
Die Besiedlung der Fläche des heutigen Countys begann offenbar nach der letzten Eiszeit, nach dem Rückzug eines großen Sees, der sich am Rand der abschmelzenden Eispanzer gebildet hatte. Durch eine nahe gelegene Fundstelle ist bekannt, dass damals in der Umgebung Mastodons, elefantenähnliche Tiere, lebten und Jäger mit Pfeilspitzen und Werkzeugen aus Feuerstein die Gegend durchstreiften. Weitere Funde sind nicht bekannt, so dass bis zum Beginn der Erforschung des Landes durch europäische Missionare, die um 1620 aus Kanada über den Ontariosee kamen, keine Aussagen über die Urbewohner getroffen werden können.
Die ersten überlieferten Berichte bezeichnen das Gebiet des heutigen Monroe County als Jagdgrund eines der hiesigen Irokesen-Stämme, den Seneca-Indianern. Mit der Besiedlung der Gegend ab 1788 (ein erster vorübergehender Siedler in der Nähe des heutigen Rochester; erste permanente Besiedlung ab 1789) wurden diese Berichte bestätigt. Da die Seneca den Siedlern nicht immer freundlich gesinnt waren und zudem der dicht wachsende Wald und das ungesunde, sumpfige Klima die Gegend wenig anziehend erscheinen ließ, wurde die Besiedlung nur langsam vorangetrieben. Erst nach dem Krieg von 1812 nahm die Anzahl der hiesigen Siedler rasch zu; die Hafenstadt Rochester am Ontariosee, einem wichtigen Verkehrsweg, entwickelte sich sehr schnell zur Handelsstadt am Seeufer.
Mit der Gründung am 23. Februar 1821 wurde das bis dahin zu Genesee County und Ontario County gehörende Gebiet in eigene Verwaltung entlassen und nach James Monroe, dem fünften Präsidenten der Vereinigten Staaten, benannt.
Die Entwicklung Rochesters zum wichtigen Handelsknoten am Westufer des Ontariosees wurde durch den Bau des Erie-Kanals (im hiesigen Teilbereich 1823 eröffnet) sowie dem zwischen etwa 1840 und 1870 erfolgten Aufbau des Eisenbahnnetzes gefördert. Verglichen mit den Countys und Towns der Umgebung gehörte und gehört Monroe County zu den dicht besiedelten Flächen des westlichen New York. Landwirtschaft wird insbesondere im Süden des Countys betrieben, während entlang des dichter besiedelten Seeufers Handel und produzierendes Gewerbe konzentriert sind.

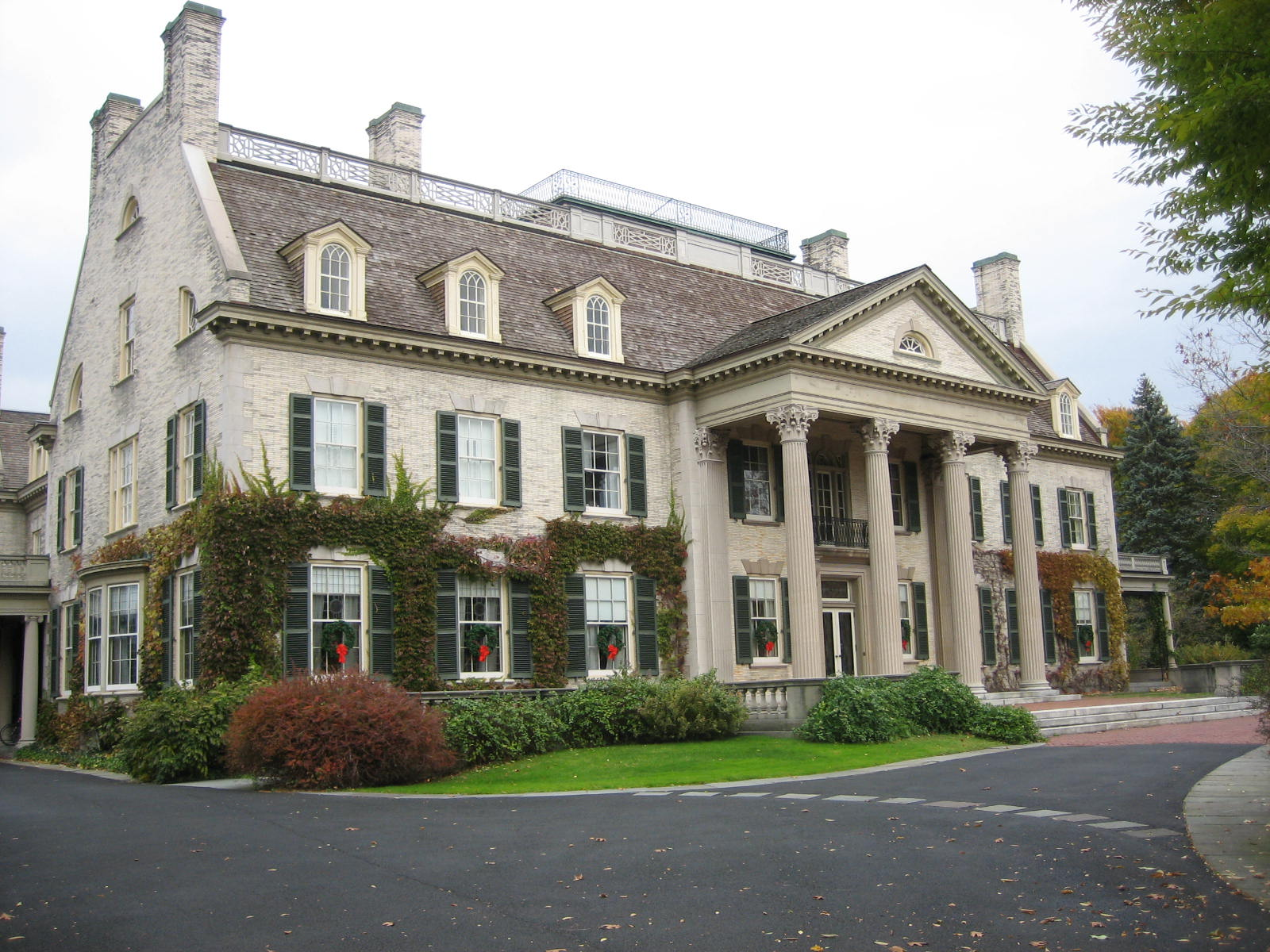
George Eastman House (2007)

Die Transportwege ermöglichten dem Monroe County und den umliegenden Gebieten den Aufstieg zu einer der Kornkammern der frühen USA; die Getreidemühlen in Rochester produzierten Mehl für weite Bereiche der Ostküste. Die Getreideproduktion wurde nach dem Zweiten Weltkrieg vom Gemüseanbau verdrängt; in Rochester siedelte sich zudem ab dem Ende des 19. Jahrhunderts zunehmend auch spezialisierte Industrie an. So entstanden hier die ersten Kontaktlinsen; George Eastman gründete hier die Firma Kodak; auch Xerox wurde hier gegründet.
Drei Orte haben den Status einer National Historic Landmark, der New York State Barge Canal, das Susan B. Anthony House und das George Eastman House. 183 Bauwerke und Stätten des Countys sind insgesamt im National Register of Historic Places eingetragen (Stand 19. Februar 2018).

### Einwohnerentwicklung
| Jahr      | 1800    | 1810    | 1820    | 1830    | 1840    | 1850    | 1860    | 1870    | 1880    | 1890    |
| --------- | ------- | ------- | ------- | ------- | ------- | ------- | ------- | ------- | ------- | ------- |
| Einwohner | -       | -       | -       | 49.855  | 64.902  | 87.650  | 100.648 | 117.868 | 144.903 | 189.586 |
| Jahr      | 1900    | 1910    | 1920    | 1930    | 1940    | 1950    | 1960    | 1970    | 1980    | 1990    |
| Einwohner | 217.854 | 283.212 | 352.034 | 423.881 | 438.230 | 487.632 | 586.387 | 711.917 | 702.238 | 713.968 |
| Jahr      | 2000    | 2010    | 2020    | 2030    | 2040    | 2050    | 2060    | 2070    | 2080    | 2090    |
| Einwohner | 735.343 | 744.344 | 759.443 |         |         |         |         |         |         |         |

## Städte und Ortschaften
Zusätzlich zu den unten angeführten selbständigen Gemeinden gibt es im Monroe County mehrere villages.
| Ortschaft      | Status | Einwohner (2010) | Gesamte Fläche [km²] | Landfläche [km²] | Bevölkerungsdichte [Einwohner / km²] | Gründung      | Besonderheit |
| -------------- | ------ | ---------------- | -------------------- | ---------------- | ------------------------------------ | ------------- | --- |
| Brighton       | town   | 36.609           | 40,4                 | 39,9             | 917,5                                | 15. März 1814 | |
| Chili          | town   | 28.625           | 103,3                | 102,3            | 279,8                                | 22. Feb. 1822 | |
| Clarkson       | town   | 6.736            | 85,9                 | 85,9             | 78,4                                 | 2. Apr. 1819  | |
| East Rochester | town   | 6.587            | 3,4                  | 3,4              | 1.937,4                              |               | |
| Gates          | town   | 28.400           | 39,6                 | 39,4             | 720,8                                | 30. März 1802 | Gegründet als Northampton; umbenannt am 10. Juni 1812                                                              |
| Greece         | town   | 96.095           | 133,1                | 123,1            | 780,6                                | 22. März 1822 | |
| Hamlin         | town   | 9.045            | 115,5                | 112,6            | 80,3                                 | 11. Okt. 1852 | |
| Henrietta      | town   | 42.581           | 92,3                 | 91,6             | 35,4                                 | 27. März 1818 | |
| Irondequoit    | town   | 51.692           | 43,6                 | 38,9             | 1.328,8                              | 27. März 1839 | |
| Mendon         | town   | 9.152            | 103,6                | 102,2            | 89,5                                 | 26. Mai 1812  | |
| Ogden          | town   | 19.856           | 95,1                 | 94,5             | 210,1                                | 27. Jan. 1817 | |
| Parma          | town   | 15.633           | 111,3                | 108,8            | 143,7                                | 8. Apr. 1808  | |
| Penfield       | town   | 36.242           | 98,0                 | 96,4             | 376,0                                | 30. März 1810 | |
| Perinton       | town   | 46.462           | 89,5                 | 88,5             | 525,0                                | 26. Mai 1812  | |
| Pittsford      | town   | 29.405           | 60,6                 | 60,0             | 490,1                                | 25. März 1814 | |
| Riga           | town   | 5.590            | 91,2                 | 90,6             | 61,7                                 | 8. Apr. 1808  | |
| Rochester      | city   | 210.565          | 96,2                 | 92,7             | 227,1                                | 21. März 1817 | Gegründet als Village Rochesterville; umbenannt am 12. April 1822; zur City ernannt am 28. April 1834. County Seat |
| Rush           | town   | 3.478            | 79,5                 | 78,6             | 44,2                                 | 13. März 1818 | |
| Sweden         | town   | 14.175           | 87,6                 | 87,2             | 162,6                                | 2. Apr. 1814  | |
| Webster        | town   | 42.641           | 91,3                 | 86,8             | 491,3                                | 6. Feb. 1840  | |
| Wheatland      | town   | 4.775            | 79,4                 | 78,8             | 60,6                                 | 23. Feb. 1821 | Gegründet als Inverness; umbenannt am 3. April 1821                                                                |